# Circunscripción Electoral de la Asamblea de Bolivia
Circunscripción electoral es la unidad territorial que define qué votantes eligen determinados representantes legislativos. En Bolivia existen diferentes tipos:
- Uninominal: se elige un solo diputado/a por mayoría simple.[1]
- Plurinominal: se eligen varios diputados/as proporcionalmente.[1]
- Especial indígena originario campesina: destinadas a representar a pueblos indígenas, con criterios particulares de designación.[1]

### Tipos y número de circunscripciones en Bolivia (Ley N° 026, 2010)

#### 1. Uninominales
- 63 circunscripciones, una por cada diputado uninominal.
- Su delimitación está basada en criterios como población, extensión y continuidad geográfica, afinidad territorial y límites departamentales.[2]

#### 2. Plurinominales
- 60 diputados elegidos desde listas partidarias en circunscripciones departamentales.
- Esas circunscripciones corresponden a cada uno de los nueve departamentos del país.[1]

#### 3. Especiales Indígena Originario Campesinas
- 7 destinadas a representar naciones indígenas originarias campesinas.
- No necesariamente geográficamente continuas; su delimitación se hace respetando TCOs y consultas con las comunidades.[1]

#### 4.Senadores
- 36 senadores en total: 4 por cada departamento.
- Elegidos mediante una fórmula proporcional D’Hondt a partir de los votos departamentales para Presidente.[1]